# HMS Glatton (1914)
El HMS Glatton y su gemelo el Gorgon fueron construidos originalmente como buques de defensa costera para la Armada Real de Noruega, con los nombres de Bjørgvin y Nidaros respectivamente. Fue requisado a Noruega al comienzo de la Primera Guerra Mundial, pero no se terminó hasta 1918, aunque había sido botado más de tres años antes. El 16 de septiembre de 1918, antes incluso de entrar en acción, sufrió un gran incendio en uno de sus polvorines de 6 pulgadas y tuvo que ser hundido para evitar una explosión de sus polvorines principales que habría devastado Dover. Sus restos fueron parcialmente rescatados en 1926 y trasladados al extremo noreste del puerto, donde no obstaculizarían el tráfico. Posteriormente fue enterrado bajo la actual terminal de transbordadores de automóviles.

## Hundimiento

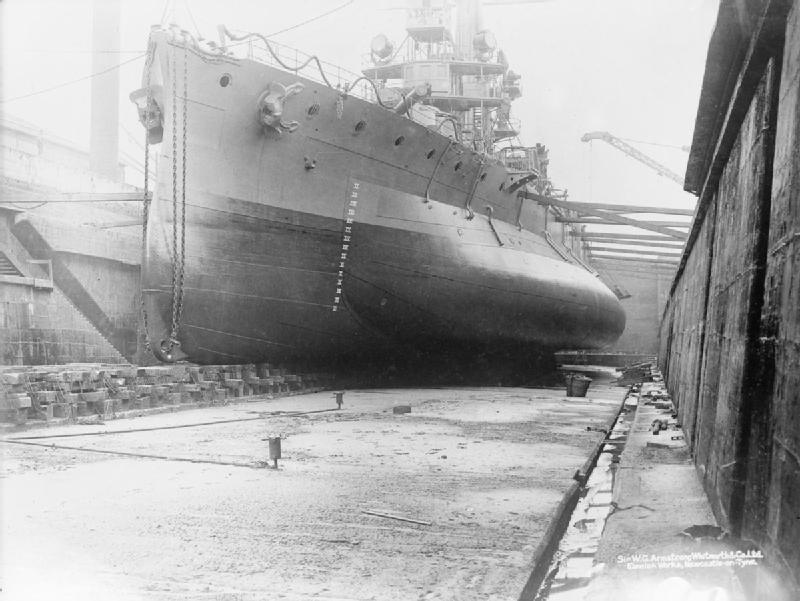
Glatton en dique seco. Observe la anchura de la protuberancia del bulge antitorpedo.

Una vez terminada su construcción, el Glatton zarpó hacia Dover el 11 de septiembre de 1918 para prepararse para la ofensiva prevista para finales de ese mes. A las 6:15 de la tarde del 16 de septiembre, el polvorín de 6 pulgadas del Glatton sufrió una explosión de poca intensidad que prendió la cordita allí almacenada. Las llamas atravesaron el techo de la torreta "Q", en el centro del costado de estribor, y comenzaron a extenderse hacia popa. El capitán del buque, el comandante N. W. Diggle, estaba paseando por los acantilados con el vicealmirante Keyes cuando oyeron la explosión y ambos regresaron rápidamente al puerto.
Diggle abordó el buque en llamas y descubrió que el único oficial superviviente a bordo era un cirujano subalterno. El capitán tomó las riendas de la situación y ordenó que se abrieran los grifos de los polvorines para evitar nuevas explosiones. Los polvorines de proa se inundaron con éxito, pero la tripulación no pudo inundar los de popa, ya que las llamas bloquearon el acceso a los controles de inundación de los polvorines. La presencia del buque de municiones Gransha a sólo 150 yardas (140 m) de distancia suponía el riesgo de una explosión masiva que devastaría Dover si el polvorín trasero del Glatton explotaba y hacía estallar las municiones del Gransha.
Keyes subió a bordo del recién llegado destructor Cossack una vez informado del peligro. Ordenó al Cossack que torpedeara al Glatton en un intento de inundar el polvorín antes de que detonara. El primer torpedo del Cossack, de 18 pulgadas (460 mm), impactó en el bulge antitorpedo en medio del barco, pero no explotó porque había sido disparado demasiado cerca del Glatton. Su segundo torpedo hizo un agujero en el Glatton a las 7:40, pero la ojiva de 91 kg del torpedo era demasiado pequeña para penetrar a través del bulbo y el Glatton permaneció a flote, aún ardiendo. Keyes se trasladó al destructor Myngs y le ordenó disparar contra el Glatton con sus torpedos de 21 pulgadas (530 mm) a las 8:15. Los torpedos se dirigieron al agujero abierto por la explosión. 
Las bajas fueron numerosas: 60 hombres murieron en el acto y 124 resultaron heridos, de los cuales 19 murieron más tarde a causa de las quemaduras. El explorador antártico teniente comandante Edward L. Atkinson, aunque quedó inconsciente por la primera explosión y sufrió quemaduras y ceguera, pudo rescatar a varios hombres antes de escapar, y fue condecorado con la medalla Albert.

## Investigación
Un tribunal de investigación celebrado inmediatamente después determinó que la explosión se había producido en el polvorín de 6 pulgadas situado entre la sala de calderas y la sala de máquinas. La causa fue más difícil de establecer, pero el Tribunal observó que los fogoneros tenían la costumbre de amontonar el clinker y las cenizas al rojo vivo de las calderas contra el mamparo contiguo al almacén para enfriarlos antes de enviarlos por el eyector de cenizas. El polvorín estaba bien aislado con 13 cm (5 pulgadas) de corcho, cubierto por planchas de madera de 1,9 cm (0,75 pulgadas) de espesor y provisto de un equipo especial de refrigeración, por lo que no era probable que la cordita hubiera entrado en combustión espontánea. Se vació y examinó el polvorín del buque gemelo del Glatton, el Gorgon. 
La pintura roja de plomo del mamparo estaba ampollada bajo el revestimiento y las pruebas realizadas en el Laboratorio Nacional de Física demostraron que había estado sometida a temperaturas de al menos 204 °C (400 °F). Las temperaturas registradas en el interior del polvorín no superaron los 28 °C (83 °F ) y una prueba con cenizas al rojo vivo no fue concluyente, ya que la temperatura en el revestimiento sólo alcanzó los 21 °C (70 °F) con puntos calientes ocasionales de 66 °C (150 °F). Otras pruebas sí revelaron que el corcho podía desprender humos inflamables a altas temperaturas y con aire a presión. Aunque no estaba totalmente satisfecho con esta conclusión, en abril de 1919 concluyó que "la lenta combustión del revestimiento de corcho del polvorín de 6 pulgadas del Glatton provocó la ignición del polvorín y de la cordita que contenía, causando así la explosión".
Como medida de precaución, se desmontó el revestimiento del Gorgon y se sustituyó por lana de silicato, lo que reveló la verdadera causa. Faltaba parte del corcho y en el espacio vacío se encontraron periódicos doblados que habían dejado allí los trabajadores del astillero durante la construcción. Además, faltaban por completo varios remaches, lo que significaba que había agujeros de 12,7 mm (0,5 pulgadas), que podrían haber permitido que las cenizas calientes prendieran fuego a los periódicos. La presión de tiro forzado de la sala de calderas habría suministrado aire a través de los agujeros de los remaches, provocando que el corcho desprendiera gases inflamables (pirólisis) y, finalmente, prendiera las cargas de cordita.

## Consecuencias
El Glatton permaneció en el puerto de Dover, obstruyendo la navegación, con su casco visible durante la marea baja, ya que la Junta Portuaria no podía permitirse pagar las 45.000 libras que cotizaban de media las empresas de salvamento. Finalmente, preguntaron al capitán del puerto, John Iron, si podía hacerlo por menos dinero. Calculó que costaría unas 5.000 libras si se le concedía el uso de las embarcaciones de salvamento que ya estaban en Dover. La Junta aceptó su oferta y los trabajos comenzaron en mayo de 1925. Se retiraron unas 12.000 toneladas cortas (11.000 t) de sedimentos de debajo del Glatton y se volaron el palo mayor y la superestructura del pecio. Se contrataron cuatro gabarras de elevación, con una capacidad de 1.000 toneladas largas (1.000 t), pero no bastarían para levantar un buque anegado de 5.000 toneladas largas (5.100 t). Fue necesario sellar todos los agujeros de la cubierta y bombear aire en cada compartimento a un ritmo de 2.000 m3 por minuto para restaurar su flotabilidad. 
El primer intento de izarlo comenzó el 2 de diciembre de 1925 y logró romper la succión que lo mantenía en el fondo en combinación con la subida de la marea. Fue suficiente para el primer intento y al día siguiente comenzó el gran esfuerzo de izado. Poco a poco se fue moviendo, aprovechando las mareas, hasta que el 16 de marzo de 1926 fue trasladado a un profundo barranco junto al muelle oeste del puerto de submarinos, cerca de la orilla. El coste total superó con creces las estimaciones iniciales, pero fue mucho menor que el presupuestado por las empresas de salvamento, que no superó las 12.000 libras. Allí permanece enterrado bajo la actual terminal de transbordadores.